# Murunducaris dactyloides
Murunducaris dactyloides is een eenoogkreeftjessoort uit de familie van de Parastenocarididae. De wetenschappelijke naam van de soort is voor het eerst geldig gepubliceerd in 1967 door Kiefer.